# Soyuz militar
Vários modelos militares da nave Soyuz foram planejadas, mas nenhuma foi realmente lançada ao espaço. Estas versões foram nomeados Soyuz P, Soyuz PPK, Soyuz R, Soyuz 7K-VI e Soyuz OIS (Estação de Pesquisa Orbital).

## Soyuz P, R e PPK

### Soyuz P
A Soyuz P (Perekhvatchik, interceptor) interceptor espacial e a Soyuz R (Razvedki, inteligência) espaçonave de comando e reconhecimento foi proposta em dezembro de 1962 por Sergei Korolev.
No começo do projeto inicial, a Soyuz P usaria o estágio de foguete Soyuz 9K (um rebocador espacial) e a Soyuz 11K, um tanque de combustível espacial para realizar uma série de acoplamentos e operações de reabastecimento. O complexo completo, então, poderia realizar interceptações de satélites inimigos em órbitas de até 6 mil km de altitude.

### Soyuz R
O sistema Soyuz R consistia em duas naves espaciais lançadas separadamente, incluindo a pequena estação orbital 11F71 com reconhecimento fotográfico e com equipamentos de inteligência eletrônica e uma Soyuz 7K-TK para o transporte de tripulação.

### Soyuz PPK
Inicialmente, a Soyuz P foi projetado para inspeção pilotada e destruição de satélites inimigos. Pretendia-se que a Soyuz iria encontrar-se com o satélite-alvo. Para minimizar os riscos para a tripulação, uma nova versão, a Soyuz PPK (pilotiruemovo korablya-perekhvatchika, nave espacial tripulada interceptora) foi posteriormente proposta.

## Soyuz 7K-VI Zvezda
A estação Zvezda (estrela) foi baseada numa Soyuz radicalmente modificada. Os objetivos da nave tripulada seria a observação da Terra, inspeção orbital e destruição de satélites inimigos. A Zvezda seria alimentada por dois geradores de radioisótopos de plutônio e tinha uma arma sem recuo para a defesa. Ela foi projetada para fotografar em vácuo e defender a nave espacial militar para investigação e satélites interceptores de satélites inimigos. A arma seria apontada para manobrar por toda a nave. A mira especial foi instalado no módulo de descida para a arma mirar. Também foi incluído um ponto de acoplagem na frente para permitir acoplamentos com a Almaz. Os trabalhos sobre a Zvezda foi cancelado em 1967 com um único protótipo em fase avançada de construção.
O treinamento de cosmonautas para a VI começou em setembro de 1966. O grupo de cosmonautas selecionado incluía o comandante Pavel Popovich, o piloto Aleksei Gubarev, os engenheiros voo Yuri Artyukhin, Vladimir Gulyaev, Boris Belousov e Gennadiy Kolesnikov. Popovich-Kolesnikov e Gubarev-Belousov foram as equipes de primeira linha, com os outros engenheiros na qualidade de reservas e, em seguida, atribuído às tripulações posteriores.

## Soyuz OIS (Estação de Pesquisa Orbital)
A Soyuz OIS (Estação de Pesquisa Orbital) seria composta por um bloco orbital 11F731 OB-VI lançado separadamente e um transporte Soyuz 7K-S.

### Soyuz OB-VI
A Soyuz OB-VI seria lançada para missões de 30 dias em uma órbita de 51,6 graus em 250 x 270 km. A energia seria fornecida por painéis solares, e a carga incluiria de 700 a 1000 kg de instrumentação. A massa total seria de cerca de 6500 kg.

### Soyuz 7K-S
O programa inicial Soyuz 7K-S seria composto por quatro voos não tripulados, seguido por dois voos de teste tripulado, em seguida, dois lançamentos operacionais. O cosmonautas foram atribuídos ao projeto em 1973.
Em 1975 o projeto foi cancelado. Nessa altura, o sistema de escape de lançamento para a 7K-S já estava pronto e foi usado para voos do projeto do teste da Apollo-Soyuz. Os três veículos completos foram lançados como missões de teste não tripulados:
- Kosmos 670
- Kosmos 772
- Kosmos 869

### Soyuz 7K-ST
O projeto de transporte Soyuz 7K-ST foi desenvolvido em paralelo com a militar 7K-S e foi redesenhado para uma tripulação de três cosmonautas, acabou se tornando a Soyuz T uada com as estações espaciais Salyut.

## Especificações
- Tripulação total: 2
- Comprimento total: 7,5 m
- Diâmetro máximo: 2,7 m
- Volume total habitável: 9,00 m3
- Massa total: 6800 kg
- Sistema elétrico: Painéis solares